# David Zellner
David Zellner es un director de cine, guionista y actor estadounidense. Conocido por dirigir las películas Kid-Thing (2012), Kumiko, the Treasure Hunter (2014) y Damsel (2018).

## Carrera
David Zellner estudió en la escuela de cine de la Universidad de Texas, tras graduarse comenzó a realizar largometrajes y cortometrajes independientes, usualmente trabajando junto a su hermano Nathan Zellner bajo el nombre de Zellner Bros.
El cortometraje de Zellner, Sasquatch Birth Journal 2 (2010), ingresó al Festival de Cine de Sundance en 2011 y fue nominado al premio Sundance Short Filmmaking Award ese año.
Tras esto, dirigió y escribió el largometraje Kid-Thing (2012), ganando el premio a la Mejor Película en el Gen Art Film Festival de 2012. Kid-Thing también recibió el segundo lugar en la encuesta de Village Voice de 2012 como "Mejor película no distribuida".
Por su largometraje Kumiko, the Treasure Hunter (2014), protagonizado por Rinko Kikuchi, que dirigió, actuó y coescribió con su hermano Nathan Zellner, ganó el premio del jurado al mejor director en el Festival Internacional de Cine Fantasia de 2014. La película también ganó un Premio del Público a la Mejor Película y un Premio Especial del Jurado en el Festival de Cine de Las Palmas de 2014. En el Festival de Cine de Little Rock de 2014, la película ganó el Premio de Narrativa Golden Rock a la Mejor Película, y en el Festival de Cine de Sundance de 2014, ganó un Premio Especial Dramático del Jurado de Estados Unidos a Banda Sonora y también fue nominado al Gran Premio Dramático del Jurado de Estados Unidos. Además, en el Festival de Cine de Nantucket de 2014, David y su hermano Nathan ganaron el premio Showtime Tony Cox a Mejor guion en un largometraje por Kumiko. Kumiko también ganó el premio a la Película más original en el Festival de Cine After Dark de Toronto. David fue nominado al Premio Independent Spirit al mejor director en 2014 por dirigir la película, junto a la actriz principal Rinko Kikuchi, que fue nominada al Premio Independent Spirit a mejor actriz principal.
En 2018, Zellner estrenó Damsel, una película decomedia negra y wéstern protagonizada por Robert Pattinson y Mia Wasikowska y codirigida y coescrita con su hermano, siendo su película de mayor estreno y presupuesto hasta la fecha.
Zellner también apareció como actor en la película de comedia negra y artes marciales de Riley Stearns, The Art of Self-Defense, junto a Jesse Eisenberg.
En 2022, IndieWire dio a conocer que los hermanos Zellner tenían dos proyectos en desarrollo: una película titulada Sasquatch Sunset, protagonizada por Jesse Eisenberg, y una película de ciencia ficción titulada Alpha Gang, protagonizada por Nicholas Hoult y Jon Hamm.

## Vida personal
David Zellner y su hermano Nathan han residido en Austin, Texas durante más de 20 años.

## Filmografía

### Películas
| Año  | Título                           | Papel                   | Notas                                             |
| ---- | -------------------------------- | ----------------------- | ------------------------------------------------- |
| 1997 | Plastic Utopia                   | James                   | También director, coguionista, productor y editor |
| 1998 | The Curve                        | Deadhead #1             |                                                   |
| 2001 | Frontier                         | Oficial                 | También director y guionista                      |
| 2002 | I Love You                       | Hombre                  |                                                   |
| 2003 | The Meat Market                  | Maynard Rollins         | Cortometraje                                      |
| 2003 | Rummy                            | Sam                     | Cortometraje; también director                    |
| 2004 | The Virile Man                   | Gary                    | Cortometraje; director y guionista                |
| 2004 | Quasar Hernandez                 |                         | Cortometraje; director y guionista                |
| 2004 | Dear Pillow                      | Hombre al teléfono #1   | Voz                                               |
| 2004 | Oh My God                        | Testigo                 |                                                   |
| 2005 | Foxy and the Weight of the World |                         | Cortometraje; director y guionista                |
| 2005 | Flotsam/Jetsam                   |                         | Cortometraje; director y guionista                |
| 2005 | Who Is On First?                 |                         | Cortometraje; director                            |
| 2006 | The Cassidy Kids                 | Ladrón de gatos         |                                                   |
| 2006 | Redemptitude                     | Preacher                | Cortometraje; director y guionista                |
| 2007 | Aftermath on Meadowlark Lane     |                         | Cortometraje; director y guionista                |
| 2008 | Untitled (Thanks, Get in...)     | La Estrella             |                                                   |
| 2008 | Goliath                          |                         | También director y guionista                      |
| 2008 | Baghead                          | Asistente al festival   |                                                   |
| 2008 | Pardon My Downfall               |                         | Cortometraje                                      |
| 2009 | Cinemad Mix Tape #1              | Sacerdote australiano   | Codirector                                        |
| 2009 | Beeswax                          | Scott                   |                                                   |
| 2010 | Tug                              | Geno                    |                                                   |
| 2010 | Shit Year                        | Hal Ashland             |                                                   |
| 2010 | Sasquatch Birth Journal 2        |                         | Cortometraje; director y guionista                |
| 2010 | Hexadecagon                      |                         | Director                                          |
| 2011 | Slacker 2011                     | Niño con Soda #1        | Segment: "Boyfriends"; director                   |
| 2012 | Kid-Thing                        | Caleb                   | También director y guionista                      |
| 2013 | Ain't Them Bodies Saints         | Zellner                 |                                                   |
| 2013 | Love &amp; Air Sex               | Conductor de taxi       |                                                   |
| 2014 | Dignity                          | Lamb                    |                                                   |
| 2014 | Kumiko, the Treasure Hunter      | Diputado                | También director y guionista                      |
| 2014 | Faults                           | Gerente del restaurante |                                                   |
| 2015 | There                            | Thrill                  |                                                   |
| 2018 | Damsel                           | Parson Henry            | Director y guionista                              |
| 2018 | Ghostbox Cowboy                  | Jimmy Van Horn          |                                                   |
| 2019 | The Art of Self-Defense          | Henry                   |                                                   |
| 2024 | Sasquatch Sunset                 |                         | Director y guionista                              |

### Televisión
| Año  | Título    | Papel    | Notas       |
| ---- | --------- | -------- | ----------- |
| 2023 | The Curse | Director | 3 episodios |

### Series web
| Año  | Título                       | Papel      | Notas                             |
| ---- | ---------------------------- | ---------- | --------------------------------- |
| 2004 | The Strangerhood             | Sam        | Voz                               |
| 2005 | P.A.N.I.C.S                  | Frank      | Voz                               |
| 2008 | Red vs. Blue: Reconstruction | Tropa PFL  | Voz                               |
| 2009 | FIDDLESTIXX                  |            | 3 episodios; director y guionista |
| 2010 | Rooster Teeth Shorts         | Empresario |                                   |

### Videos musicales
| Año  | Título                            | Notas                  |
| ---- | --------------------------------- | ---------------------- |
| 2002 | "Nutella and Gummi Bear Sandwich" | Director               |
| 2007 | "TRUCK"                           | Director               |
| 2009 | "This Old World"                  | Director               |
| 2009 | "Wet Gold"                        | Director               |
| 2012 | "Star Bowling"                    | Codirector             |
| 2013 | "Sharpteeth"                      | Director de fotografía |